# (268686) Elenaaprile
(268686) Elenaaprile est un astéroïde de la ceinture principale.

## Description
(268686) Elenaaprile est un astéroïde de la ceinture principale. Il fut découvert le 2 avril 2006 à Vallemare Borbona par Vincenzo Silvano Casulli. Il présente une orbite caractérisée par un demi-grand axe de 3,04 UA, une excentricité de 0,05 et une inclinaison de 10,4° par rapport à l'écliptique.